# Cidade de Píritu (Anzoátegui)
Píritu é uma cidade venezuelana, capital do município de Píritu (Anzoátegui).